# Comuna Nissi
Nissi este o comună (vald) din Comitatul Harju, Estonia. Comuna cuprinde 2 târgușoare (alevik) și 17 sate. Localitatea a fost locuită de germanii baltici.

## Localități componente

### Târgușoare
- Riisipere (în germană Riesenberg), reședința comunei
- Turba

### Sate
- Aude
- Ellamaa
- Jaanika
- Kivitammi
- Lehetu
- Lepaste
- Madila
- Munalaskme
- Mustu
- Nurme
- Odulemma
- Rehemäe
- Siimika
- Tabara
- Vilumäe
- Viruküla
- Ürjaste